# Bulau (Rödermark)
Bulau oder Auf der Bulau liegt in der Gemarkung Urberach und ist ein Stadtteil von Rödermark im Landkreis Offenbach in Hessen. 

## Geographische Lage
Die Bulau ist ein rund zwei Kilometer langer west-östlich gerichteter und bewaldeter Höhenzug, der zwischen Urberach im Südosten, Offenthal im Westen und Hexenberg (Dietzenbach) im Norden liegt; ein großes Stück der Gemarkungsgrenze zwischen Dietzenbach und Urberach folgt der Kammlinie. Der Höhenzug besteht aus mächtigen eiszeitlichen Flugsandaufhäufungen, die im Dietzenbacher Gebiet des Hexenbergs 215,6 m Höhe erreichen und auf der Grenze zu Urberach an einem unterirdischen Wasserbehälter immerhin noch 203,9 m. Das ist der höchste Punkt im Stadtgebiet von Rödermark. Südlich davon, 450 m vom Wasserbehälter entfernt, liegt am Waldrand die nach dem Höhenzug benannte Siedlung Bulau, eineinhalb Kilometer nordwestlich der Ortsmitte von Urberach.

## Geschichte
Der heutige Stadtteil Bulau diente früher als Wohnsiedlung der ursprünglich in Frankfurt am Main wohnenden Arbeiter der seit 1940 ortsansässigen Fabrik Telefonbau & Normalzeit (später Telenorma, Standort 1996 geschlossen). Im Zweiten Weltkrieg wurde diese Wohnsiedlung für ein Wehrmachtsausbildungslager gehalten und bombardiert.

## Wirtschaft und Verkehr
Bulau ist eine ruhige Wohnsiedlung am Waldrand. Für den überörtlichen Verkehr wird sie erschlossen mit der 400 Meter langen Stichstraße Bulauweg, die von der südlich vorbeiführenden Bundesstraße 486 abzweigt und die hundert Meter vor der Siedlung die eingleisige Dreieichbahn mit einem schienengleichen Bahnübergang quert. 
In der Siedlung sind das Hotel Odenwaldblick und das Naturfreundehaus Bulau, ein Restaurant mit Gästezimmern, ansässig.

## Kultur und Sehenswürdigkeiten

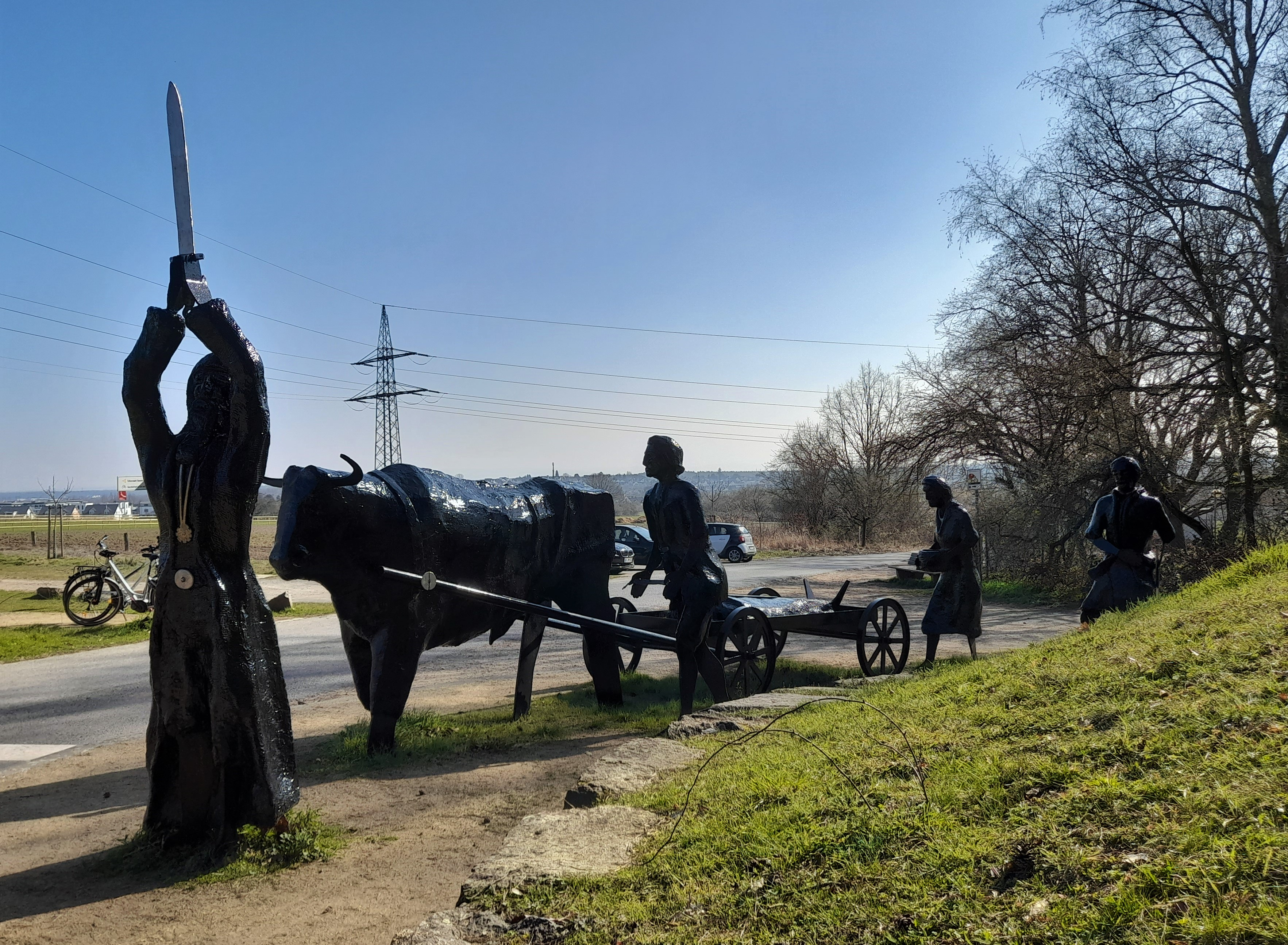
Der von Kai Wujanz gestaltete keltische Trauerzug ist Teil der Erlebnisstätte „Auf der Bulau“ und das Wahrzeichen des Stadtteils schlechthin.

Alljährlich findet auf dem östlich der Siedlung gelegenen Waldfestplatz die Bulaufreizeit für Kinder im Alter von sieben bis vierzehn Jahren statt, die 1976 von dem damaligen katholischen Pfarrer ins Leben gerufen wurde. 
Hier wurde die kulturhistorische Erlebnisstätte „Auf der Bulau“ errichtet, ein Stück der antiken Römerstraße "Hohe Straße" nach Dieburg, die dort verlief, wurde rekonstruiert. Ebenso wurden hier keltische Hügelgräber auf ihre vermutete ursprüngliche Höhe aufgeschüttet und mit einer von dem Künstler Kai Wujanz gestalteten Figurengruppe wurde ein keltischer Trauerzug nachgestellt.
Auf dem höchsten Punkt der Bulau im Wald, der rund 210 Meter erreicht, befindet sich ein Hochbehälter des Wasserwerkes Hergershausen, der im Winter zum Schlittenfahren genutzt wird.